# Serial Digital Interface

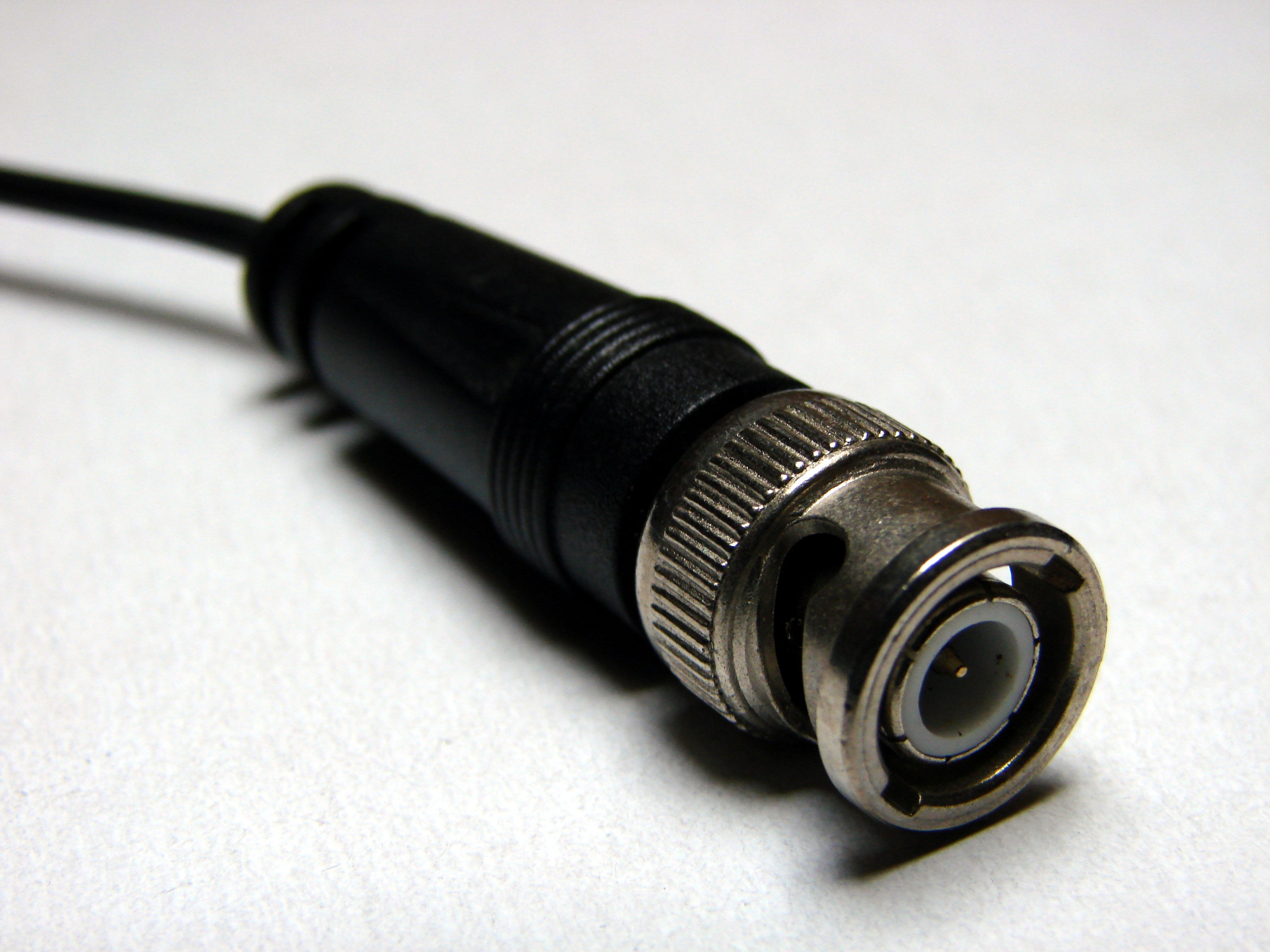
SDI folosește conector BNC

Serial digital interface (SDI) se referă la o familie de interfețe video standardizate de SMPTE.  De exemplu, ITU-R BT.656 și SMPTE 259M definesc interfețele video utilizate în categoria broadcast.  Un standard asociat, cunoscut ca high-definition serial digital interface (HD-SDI), este standardizat în SMPTE 292M; aceasta prevede o rată de date nominală de 1.485 Gbit/s. 
O interfață în curs de dezvoltare, cunoscută ca legătură dublă HD-SDI (dual link HD-SDI), constând în esență dintr-o pereche de legături SMPTE 292M , este standardizată în SMPTE 372M; aceasta prevede o rată de date nominală de 2.970 Gbit/s utilizată în aplicații care necesită o fidelitate și o rezoluție mai mare decât poate oferi HDTV standard (cum ar fi cinematografia digitală sau HDTV 1080P).  O interfață mai recentă, 3G-SDI, constând într-o singură legătură serială de 2.970 Gbit/s, este standardizată în SMPTE 424M care va înlocui perechea de legături HD-SDI.
Aceste standarde sunt folosite pentru transmiterea semnalelor video digitale necomprimate și necriptate (optional poate include audio și time code) în lanțul de transmisie de televiziune; pot fi folosite și pentru transmisia de date.  Sunt proiectate pentru operări pe distante mici (mai mici de 300m. cu cablu coaxial); din cauza ratelor mari de date nu sunt potrivite pentru transmisii pe distanță lungă.  SDI și HD-SDI sunt în prezent disponibile numai în echipamentele video perofesionale; diferite acorduri de licență, care restricționează folosirea interfețelor digitale necriptate la echipamente profesionale, opresc folosirea în echipamente de consum . Există diferite mod kituri pentru DVD playere și alte dispozitive, care permit unui utilizator să adauge o interfață serială digitală.

## Interfața electrică
Toate standardele de interfață serială digitală folosesc (una sau mai multe) cabluri coaxiale cu conector BNC, cu o impedanță nominală de 75 ohm.  Este același tip de cablu folosit pentru video analogic, ceea ce face mai ușoară schimbarea tehnologiei (deși ar putea fi necesare cabluri de calitate mai mare pentru distanțe sau rate de bit mai mari).  Amplitudinea semnalului la sursă este de 800 mV (±10%) vârf la vârf; tensiuni mult mai mici ar putea fi măsurate la recepție din cauza atenuării.  Folosind egalizoare de nivel la recepție, este posibilă transmiterea la 270 Mbit/s SDI la peste 300 metri fără a folosi repetoare, dar sunt de preferat lungimi mai mici.  Pentru ratele de bit pentru HD sunt lungimi mai mici, în medie 100 de metri.
Sunt transmise semnale digitale pe componente necomprimate. Datele sunt codate în formatul NRZI, și un registru de deplasare cu răspuns liniar (LFSR - linear feedback shift register) este folosit pentru a coda datele, pentru a reduce probabilitatea de apariție de șiruri lungi de zero sau de unu. Nu sunt necesare semnale de sincronizare și de tact. Acestea sunt refăcute automat.  Încadrarea este făcuta prin detecția unui șablon special de sincronizare, care apare în semnalul (necodate) digital și care este compus dintr-o secvență de zece de unu urmată de douăzeci de zero (douăzeci de unu urmat de patruzeci de zero în HD); acest șablon nu este permis în altă parte în pachetul de date.  

### Standarde
| Standard   | Nume             | Rate de Biți                                       | Exemple de Formate Video |
| ---------- | ---------------- | -------------------------------------------------- | ------------------------ |
| SMPTE 259M | SD-SDI           | 270 Mbit/s, 360 Mbit/s, 143 Mbit/s, and 177 Mbit/s | 480i, 576i               |
| SMPTE 344M | ED-SDI           | 540 Mbit/s                                         | 480p, 576p               |
| SMPTE 292M | HD-SDI           | 1.485 Gbit/s, and 1.485/1.001 Gbit/s               | 720p, 1080i              |
| SMPTE 372M | Dual Link HD-SDI | 2.970 Gbit/s, and 2.970/1.001 Gbit/s               | 1080p                    |
| SMPTE 424M | 3G-SDI           | 2.970 Gbit/s, and 2.970/1.001 Gbit/s               | 1080p                    |

### Rate de Biți
Mai multe rate de biți sunt folosite în semnalul video SDI:
- Pentru aplicații SD (standard definition), conform definiției din SMPTE 259M, ratele de biți posibile sunt 270 Mbit/s, 360 Mbit/s, 143 Mbit/s, și 177 Mbit/s.  270 Mbit/s este de departe cel mai folosit; iar interfața de 360 Mbit/s (folosită pentru SD cu ecran lat) este întâlnită rar.  Interfețele de 143 și 177 Mbit/s au fost destinate pentru transmisia semnalului video compozit digitalizat (NTSC sau PAL). Sunt considerate depășite în prezent.
- Pentru aplicații ED (enhanced definition) (în principal 525P), sunt definite mai multe interfețe de  540 Mbit/s, dar și o interfață standard pentru o legătură dublă de 270 Mbit/s.  Acestea sunt foarte rar întâlnite.
- Pentru aplicații HDTV (high definition television), interfața serială digitală este definită de SMPTE 292M.  Două rate de biți sunt definite: 1.485 Gbit/s, și 1.485/1.001 Gbit/s.  Factorul de 1/1.001 este pentru a permite SMPTE 292M să suporte formate video cu rata cadrelor de 59.94 Hz, 29.97 Hz și 23.98 Hz, pentru a fi compatibil cu sistemele NTSC.  Versiunea de 1.485 Gbit/s suportă rate a cadrelor folosite pe scară largă, incluzând 60 Hz, 50 Hz, 30 Hz, 25 Hz, și24 Hz.  În general se spune 1.5 Gbit/s pentru amândouă standardele.
- Pentru aplicații de foarte înaltă definiție, care necesită rezoluții, rate de cadre sau fidelitate a culorilor mai mari decât HD-SDI, standardul SMPTE 372M definește legătura dublă (dual link).  Așa cum sugerează numele, această interfață este compusă din două conexiuni SMPTE 292M care lucrează în paralel.  În particular, suportă 10-biți, 4:2:2, 1080P la o rată de cadre de 60 Hz, 59.94 Hz, și 50 Hz, precum și o profunzime a culorii de 12-biți, codare RGB, și eșantionare de culoare 4:4:4.
- O interfață de 3 Gbit/s (mai exact, 2.97 Gbit/s, dar spus mai simplu "3 gig") este standardizată de SMPTE; În acest an Iunie 2006, chipset-urile pentru această interfață sunt în curs de apariție. sunt destinate să suporte toate caracteristicile suportate de legătura dublă de 1.485 Gbit/s.

### Alte interfețe
SMPTE 292M definește o interfață optică și una electrică; această interfață este considerată depășită.  O interfață paralelă de 8-biți este definită de ITU-R Rec. 601; și aceasta este depășită (totuși, multe clauze din diferite standarde dau posibilitatea unei interfețe de 8-biți).

## Formatul datelor

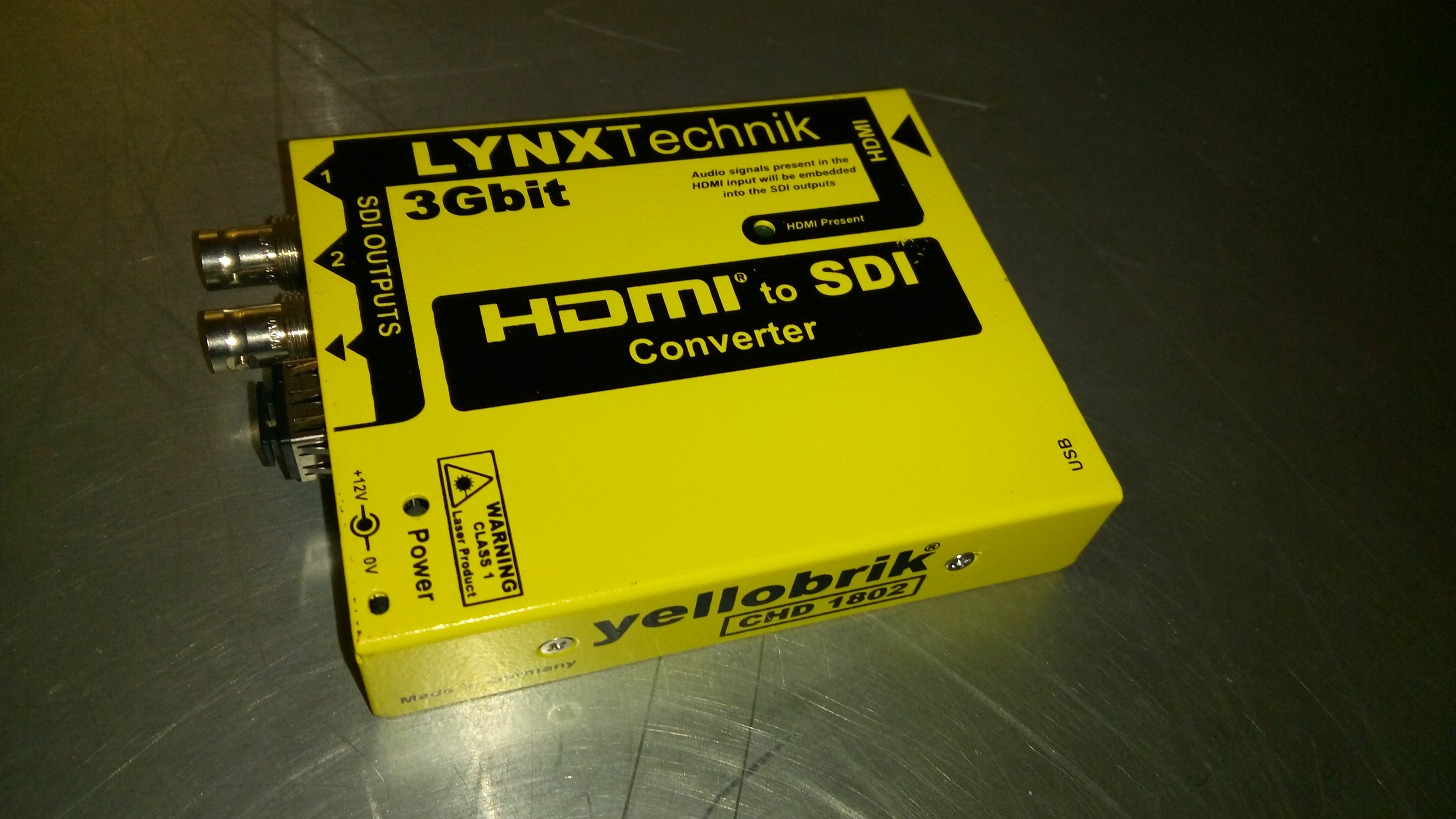
Convertor HDMI - SDI

În aplicațiile SD și ED, formatul de date în paralel este definit pe o lățime de 10 biți, pe când în aplicațiile HD este de 20 biți împărțite în două fluxuri de date de 10 biți (cunoscute ca Y și C).  În SD fluxul de date este aranjat în felul următor:
Cb Y  Cr Y' Cb Y  Cr Y' 
iar în HD:
YY  Y' Y  Y' Y  Y' Y  Y'
CCb Cr Cb Cr Cb Cr Cb Cr
Pentru toate interfețele seriale digitale (excluzând codările compozit care sunt depășite), codarea culorilor este 4:2:2 YCbCr.  Canalul de luminanță (Y) are banda întreagă (13.5 MHz la 270 Mbit/s SD, ~75 MHz la HD), iar cele două canale de crominanță (Cb și Cr) sunt subeșantionate pe orizontală, și codate la jumătate de bandă (6.75 MHz sau 37.5 MHz).  Eșantioanele Y, Cr, și Cb sunt extrase la același moment de timp, iar Y' la jumătatea timpului dintre două eșantioane Y.
Mai sus, Y se referă la luminanță, și C la crominanță.  Cr și Cb se referă la diferențele de culoare roșu, respectiv albastru; vezi Video pe Componente pentru mai multe informații.  În această secțiune discutăm numai codarea de culoare pentru SDI; alte codări de culoare sunt posibile dacă tratăm interfața ca un canal de date de 10 biți.  Utilizarea altor codări de colorimetrie, si conversia de la și spre spațiul de codare RGB, este discutată mai jos.
Semnalul video (la fel ca semnalul auxiliar) poate folosi orice cuvânt de 10-biți cu valori între 4 și 1019 (004 și 3FB în hexazecimal); valorile între 0-3 și între 1020-1023 (3FC - 3FF) sunt rezervate și nu pot apărea ca și semnal video.  Aceste cuvinte rezervate sunt folosite pentru antete la Pachete de sincronizare și la Date auxiliare.

### Pachete de sincronizare
Un pachet de sincronizare (cunoscut ca timing reference signal sau TRS) apare imediat înaintea primului eșantion activ și imediat după ultimul eșantion activ la fiecare linie (și inainte de a începe zona de stingere pe orizontală).  Pachetul de sincronizare constă din patru cuvinte de 10 biți, primele trei cuvinte sunt întotdeauna aceleași--0x3FF, 0, 0; iar al patrulea conține trei biți de semnalizare, și un cod de corecția erorii.
La HD-SDI și legăturile duble, pachetele de sincronizare trebuie să apară simultan în amândouă fluxurile: Y și C.  (La conexiunea cu legătură dublă este permisă o mică diferență de timp între ele; echipamentele care suportă legătura dublă trebuie să aibă o memorie tampon pentru a putea sincroniza cele două conexiuni). În SD și ED, este un singur flux de date, și astfel numai un pachet de sincronizare la un moment dat.  Formatul este același la toate versiunile de SDI.
Biții de semnalizare prezenți în al patrulea cuvânt (zis și cuvânt XYZ) sunt cunoscuți ca H, F, și V.  Bitul indică începutul zonei de stingere pe orizontală; în pachetul de sincronizare care apare imediat înaintea zonei de stingere pe orizontală trebuie să aibă H=1.  Aceste pachete sunt cunoscute și ca End of Active Video, sau pachete EAV.  Pachetul care apare imediat înaintea zonei video are H=0; acesta este Start of Active Video sau pachet SAV.
Bitul V este folosit pentru a indica începutul zonei de stingere pe verticală; un pachet EAV cu V=1 indică faptul că următoarea linie (se consideră că liniile încep la EAV) face parte din zona inactivă, un pachet EAV cu V=0 indică faptul că următoarea linie face parte din zona activă video.
Bitul F este folosit la imaginile întrețesute și imaginile cu cadru segmentat pentru a indica dacă linia care urmează este dintr-un câmp par sau impar.  La scanare progresivă, bitul F este întotdeauna zero.

## Standarde
- Society of Motion Picture and Television Engineers: SMPTE 274M-2005: Image Sample Structure, Digital Representation and Digital Timing Reference Sequences for Multiple Picture Rates
- Society of Motion Picture and Television Engineers: SMPTE 292M-1998: Bit-Serial Digital Interface for High Definition Television
- Society of Motion Picture and Television Engineers: SMPTE 291M-1998: Ancillary Data Packet and Space Formatting
- Society of Motion Picture and Television Engineers: SMPTE 372M-2002: Dual Link 292M Interface for 1920 x 1080 Picture Raster